# Maciej Ptaszyński (siatkarz)
Maciej Ptaszyński (ur. 16 listopada 1998 w Gdańsku) – polski siatkarz, grający na pozycji przyjmującego.

## Sukcesy klubowe

### młodzieżowe
Mistrzostwa Polski Juniorów:
- 2015[7]

Młoda Liga:
- 2016[8]

### seniorskie
I liga:
- 2022[9], 2023[10]

## Nagrody indywidualne
- 2013: Najlepszy zagrywający Mistrzostw Polski Młodzików[11]